# Jota de Saura
Jota de Saura es una película musical dirigida por Carlos Saura que hace un recorrido antropológico y una prospección acerca de la jota, el baile y cante extendido por gran parte de España, y que es parte de la identidad de Aragón.

## Desarrollo
La película, presentada en el Festival de Toronto en agosto de 2016,  fue estrenada en Zaragoza y posteriormente Barcelona y Madrid en octubre del mismo año.
A partir de un guion de 10 páginas del mismo Saura, la película parte de los orígenes mudéjares de la jota, y se desarrolla en diecinueve cuadros de danza y música en los que han participado destacados músicos y bailarines de la escena española, italiana y mediterránea.
Con la idea de relanzar y “modernizar” la jota, el director ha pretendido devolver la jota a las plazas y que se cante y baile en vaqueros.  Para ello ha hecho una investigación, acompañado por el bailador y coreógrafo de la película, el experto en Jota, Miguel Ángel Berna, el músico aragonés Alberto Artigas y la bailarina Manuela Adamo.

## Cuadros
La película, que comienza con los primeros pasos de los alumnos de la Escuela Aragonesa de Danza Miguel Ángel Berna, nos va llevando a través del tiempo y de la geografía mediterránea en cuadros que no están conectados entre sí. 
Desde la jota pirenaica de Ansó con la guitarra barroca de Enrike Solinís, a la jota clásica, cantada a dúo por Nacho del Río y Beatriz Bernad,  el fandango de Boccherini con el chelo de Giovanni Sollima y la danza de Valeriano Paños, la jota con tinaja y la jota que profundiza en las raíces, en una composición coral con seis bailarinas y las voces de Lorena Palacio y María del Carmen Salinas. 
Poco a poco se desgrana en diferentes cuadros, danzas y música: jota de Listz con Miguel Ángel Remiro al piano; jota de Sarasate con Ara Malikian al violín y la de Tárrega con el guitarrista Juan Manuel Cañizares.

Tres cuadros sirven de homenaje a cuatro artistas desaparecidos y que tuvieron una destacable presencia en la jota: el dedicado a Imperio Argentina con un recorrido iconográfico por los carteles y fotografías antiguos de la jota; el homenaje a Pedro Azorín y Paco Rabal, ambos presentes en un fragmento de la película de Saura Goya en Burdeos; y el homenaje póstumo al poeta José Antonio Labordeta con la escenografía de una escuela de la postguerra y el documental que sobre la guerra civil realizó Buñuel, Espagne 1937, España leal en armas.

Bellas composiciones como la jota mudéjar recogen las raíces mozárabes con las voces de María José Hernández y Lahbib Lahmed y la danza de Miguel Ángel Berna y Manuela Adamo. También es destacable la fusión entre jota y flamenco, representada magistralmente por la bailaora Sara Baras y el coreógrafo Berna. 

Además tenemos el cuadro de la tarántula que hace un homenaje a la tarantela italiana, con el baile de Manuela Adamo y la guitarra battente por Francesco Loccisano. Se pasa después a un crescendo dirigido por la gaita y flauta de Carlos Núñez, la jota gallega muestra el aspecto celta y circular de esta danza, una auténtica fiesta que finaliza en las plazas de los pueblos con ancianos, niños y jóvenes bailándola.

## Producción
La película dirigida por Carlos Saura es una producción de Movistar+, Tresmonstruos Media y el patrocinio de Canon, Balay, Grandes Vinos, Ibercaja, el Heraldo, el Gobierno de Aragón y Aragón Televisión, además de múltiples colaboradores. Producida por Gabriel Arias-Salgado, Leslie Calvo, y Saura Medrano, su distribución corre a cargo de Sherlock Films y Latido Films. 

En el equipo técnico han intervenido Carlos Saura Medrano como Ayudante de dirección y montador, Paco Belda como director de Fotografía y Jesús Espada y Kike Cruz como Jefes de Sonido.